# Manuel Marani
Manuel Marani (Serravalle, San Marino, 7. lipnja 1984.) umirovljeni je sanmarinski nogometaš koji je igrao na mjestu napadača.
Marani je bio član sanmarinske reprezentacije od 2003. do 2012. te je za nju uspio postići dva pogodka.

## Pogodci za reprezentaciju
| #  | Datum              | Mjesto                                  | Protivnik | Pogodak | Rezultat | Natjecanje                |
| -- | ------------------ | --------------------------------------- | --------- | ------- | -------- | ------------------------- |
| 1. | 7. veljače 2007.   | Stadio Olimpico, Serravalle, San Marino | Irska     | 1:1     | 1:2      | kvalifikacije za EURO 08' |
| 2. | 14. kolovoza 2012. | Stadio Olimpico, Serravalle, San Marino | Malta     | 1:0     | 2:3      | prijateljska utakmica     |

## Vanjske poveznice
- Profil igrača na National Football Teams.com